# (18568) Thuillot
Thuillot (asteroide n.º 18568) es un asteroide del cinturón principal, a 2,9265069 UA. Posee una excentricidad de 0,0673378 y un período orbital de 2 030,17 días (5,56 años).
Thuillot tiene una velocidad orbital media de 16,81435321 km/s y una inclinación de 21,82961º.
Este asteroide fue descubierto en 3 de octubre de 1997 por ODAS.